# Falsimargarita thielei
Falsimargarita thielei is een slakkensoort uit de familie van de Calliostomatidae. De wetenschappelijke naam van de soort is voor het eerst geldig gepubliceerd in 1916 door Hedley.